# Vzhodni potočni piškur
Vzhodni potočni piškur (znanstveno ime Eudontomyzon mariae) je majhna vrsta sladkovodnih piškurjev Evrope.

## Opis
Vzhodni potočni piškur doseže v dolžino do 22 cm. Poseljuje brakične in sladke, hitro tekoče vode vzhodne Evrope, leta 2001 pa so ga v bazenu reke Volge razglasili za invazivno vrsto .. Za razliko od večine vrst piškurjev ta vrsta ni zajedavska. Zadržuje se na prodnatih podlagah, od česar so odvisne njegove ličinke. V Sloveniji je uvrščen na Seznam zavarovanih živalskih vrst.